# Dépôt physique par phase vapeur
Pour les articles homonymes, voir PVD.

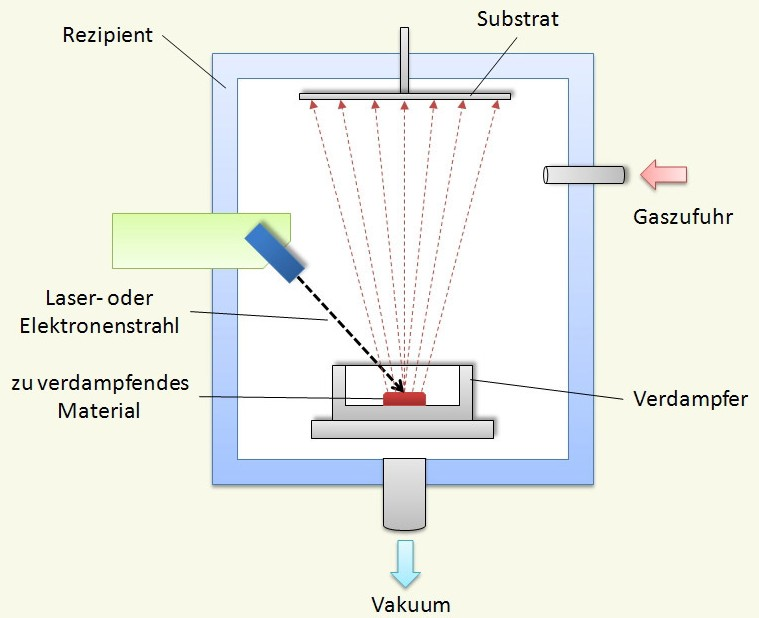
Montage expérimental d’une évaporation par dépôt chimique vapeur

Le dépôt physique en phase vapeur (ou PVD pour l'anglais physical vapor deposition) est un ensemble de méthodes de dépôt sous vide de films minces :
- Évaporation directe :
  - Évaporation sous vide (ou évaporation)
  - Évaporation par faisceau d'électron en phase vapeur (angl. electron beam evaporation)
- Pulvérisation cathodique (sputtering) : les particules de métal sont séparées de leur substrat par bombardement ionique.
- Ablation laser pulsé (pulsed laser deposition ou pulsed laser ablation) : atomes et ions sont vaporisés sous l'action d'un rayonnement laser intense.
- Épitaxie par jet moléculaire
- Dépôt par arc électrique (Arc-PVD) : atomes et ions sont vaporisés sous l'action d'un fort courant, provoqué par décharge électrique entre deux électrodes présentant une forte différence de potentiel, qui détache des particules de métal et les fait passer en phase gazeuse.

Une autre méthode de dépôt sous vide de films minces est le dépôt chimique en phase vapeur (ou CVD pour l'anglais chemical vapor deposition).
Le projet européen Hardecoat utilise cette technique de PVD pour faire des couches minces.